# Nephrotoma rossica
Nephrotoma rossica är en tvåvingeart som först beskrevs av Riedel 1910.  Nephrotoma rossica ingår i släktet Nephrotoma och familjen storharkrankar. Inga underarter finns listade i Catalogue of Life.